# Coco avant Chanel
Coco avant Chanel —titulada en España Coco, de la rebeldía a la leyenda de Chanel, y en el resto de países hispanohablantes como Coco antes de Chanel—, es una película francesa del año 2009, dirigida por Anne Fontaine, que narra el origen de la célebre diseñadora de modas francesa Coco Chanel.
El filme fue estrenado en abril de 2009 en Francia y posteriormente en el extranjero, llegando a recaudar $50.812.855 en todo el mundo. Al momento de lanzar la película en Estados Unidos, la compañía Warner Bros. Pictures permitió a Sony Pictures Classics manejar su estreno allí.
Coco avant Chanel fue nominada a tres premios del Cine Europeo, a cuatro BAFTA, a seis César y a un Óscar por mejor diseño de vestuario.

## Argumento
Varios años después de salir del orfanato al cual su padre nunca volvió a por ella, una joven Gabrielle Chanel se encuentra trabajando en un bar provincial. Trabaja como costurera para los actores y como cantante, ganándose el apodo «Coco» por la canción que ella canta cada noche con su hermana. Una relación amorosa con el barón Balsan le da entrada en la sociedad francesa y la oportunidad de desarrollar su talento para diseñar sombreros cada vez más populares.
Coco se enamora de un hombre de negocios inglés llamado Boy Capel, que confía en su talento para confeccionar sombreros y diseñar. Mientras el negocio de Coco prospera y la vida le va muy bien, es devastada cuando su amor, Capel, muere en un accidente de automóvil. Sin embargo, Coco todavía tiene el negocio al que Capel ayudó en sus comienzos como recordatorio de su amor.

## Reparto
- Audrey Tautou - Coco Chanel
- Benoît Poelvoorde - Barón Étienne Balsan
- Alessandro Nivola - Arthur Capel
- Marie Gillain - Adrienne Chanel
- Emmanuelle Devos - Émilienne d'Alençon